# Marija Alexandrovna Uljanovová
Marija Alexandrovna Uljanovová, rodným jménem Marija Alexandrovna Blank (rusky: Мария Александровна Ульянова; 22. únorajul./ 6. března 1835greg.–12. červencejul./ 25. července 1916greg.) byla matkou bolševického revolucionáře Vladimira Lenina.

## Život
Narodila se v Petrohradu jako Maria Alexandrovna Blanková, jedno ze šesti dětí zámožného lékaře Alexandra Dmitrijeviče Blanka. Její otec byl židovský konvertita k pravoslaví, narozený jako Srul Moševič (podle jiného přepisu Israil Moisejevič) Blank. Podle jiných teorií byl však potomkem německých kolonistů, které do Ruska pozvala Kateřina Veliká. Její matka Anna Ivanovna Groschopfová byla dcerou německo-švédského otce Johana Groschopfa a švédské luteránské matky Anny Östedtové.
V roce 1838 zemřela Uljanovové matka a její otec se obrátil na svou švagrovou Jekatěrinu von Essen s žádostí o pomoc při výchově dětí. Společně koupili venkovský statek poblíž Kazaně a přestěhovali se tam i s rodinou.
Uljanovová se vzdělávala doma, studovala němčinu, francouzštinu a angličtinu, stejně jako ruskou a západní literaturu. V roce 1863 získala externí diplom a stala se učitelkou na základní škole. Většinu života však zasvětila výchově dětí.
Po svatbě s Iljou Nikolajevičem Uljanovem, učitelem matematiky a fyziky na vzestupu, žili manželé v Penze v dobrých hmotných poměrech. Později se přestěhovali do Nižního Novgorodu a poté do Simbirsku, kde Uljanov zaujal prestižní místo inspektora základních škol.
Uljanovová prokázala odvahu a odhodlání tváří v tvář tragédiím a neštěstím, které postihly její rodinu během jejího života: smrt malých dětí Olgy a Nikolaje v letech 1869 a 1873; manželova smrt v roce 1886; poprava jejího syna Alexandra v roce 1887; smrt dcery Olgy v roce 1891; a opakované zatýkání a vyhnanství jejích zbývajících dětí – Vladimíra, Anny, Dmitrije a Marie.
Dvakrát odjela do zahraničí, aby se setkala s Vladimirem Leninem (do Francie v létě 1902 a do Stockholmu na podzim 1910).